# Tony Musante
Anthony Peter Musante Jr., noto come Tony Musante (Bridgeport, 30 giugno 1936 – New York, 26 novembre 2013), è stato un attore statunitense.

## Biografia
Nato in una famiglia di italoamericani del Connecticut, da Natalie Anne Salerno, insegnante, e  Anthony Peter Musante Sr., contabile,  si diplomò all'Oberlin College e lavorò per qualche anno come insegnante. Nel 1960 esordì sui palcoscenici dell'off-Broadway e tre anni più tardi venne notato dal produttore David Susskind, che lo scelse per il ruolo del giovane delinquente nello sceneggiato televisivo Ride With Terror. A questa fecero seguito altre interpretazioni in telefilm, tra cui uno della celebre serie Alfred Hitchcock presenta.

Tony Musante in L'uccello dalle piume di cristallo di Dario Argento (1970)

Musante interpretò diversi ruoli da teppista o da personaggio poco raccomandabile. Nel 1967 portò sul grande schermo quello che era stato il suo primo ruolo televisivo, nella riduzione cinematografica di Ride with Terror, intitolata New York: ore tre - L'ora dei vigliacchi, guadagnando subito premi, visibilità e successo. Dopo altri polizieschi, fu chiamato in Italia per lo spaghetti-western Il mercenario (1968), ma il film che lo fece conoscere al pubblico italiano è L'uccello dalle piume di cristallo (1970), pellicola di esordio di Dario Argento. Nello stesso periodo apparve in due film di grande successo commerciale, Metti, una sera a cena (1969) e Anonimo veneziano (1970), entrambi al fianco di Florinda Bolkan, partner che reincontrerà quindici anni dopo in La gabbia (1985).
Nel 1973 tornò sul piccolo schermo con la serie di telefilm Toma, in cui impersonò l'omonimo poliziotto italoamericano del New Jersey. La serie durerà una sola stagione, e il fortunato ruolo sarà ereditato da Robert Blake con il nome Baretta. Sempre nel 1973 interpretò in Italia Il caso Pisciotta di Eriprando Visconti, al quale fecero seguito Goodbye & Amen (1977) e Eutanasia di un amore (1978). Non trascurò comunque l'attività negli Stati Uniti, dove si dedicò a pellicole di genere poliziesco, quali Ancora tu, maledetto sbirro (1974), Uno sbirro dalla faccia d'angelo (1976), Squadra Antidroga (1978), in cui tornò a interpretare il detective Toma.
Negli anni ottanta solo due i suoi ruoli significativi, nel già citato La gabbia (1985) di Giuseppe Patroni Griffi e ne Il pentito (1985) di Pasquale Squitieri. Verso la fine degli anni novanta, partecipò alla serie televisiva della HBO Oz, nel ruolo del temutissimo boss italoamericano Nino Schibetta. Nel 2003 recitò nel film La vita come viene, per la regia di Stefano Incerti, e nel 2007 interpretò un poliziotto nel film I padroni della notte. A fine carriera apparve in alcuni lavori televisivi, tra cui Pupetta - Il coraggio e la passione (2013), per la regia di Luciano Odorisio, nel ruolo di Don Luigi Vitiello.
Morì a New York il 26 novembre 2013, all'età di 77 anni, per complicanze a seguito di un intervento chirurgico. È sepolto nell'Island Cemetery di New Shoreham, Rhode Island.

## Filmografia parziale

### Cinema
- L'ultimo omicidio (Once a Thief), regia di Ralph Nelson (1965)
- New York: ore tre - L'ora dei vigliacchi (The Incident), regia di Larry Peerce (1967)
- Inchiesta pericolosa (The Detective), regia di Gordon Douglas (1968)
- Il mercenario, regia di Sergio Corbucci (1968)
- Metti, una sera a cena, regia di Giuseppe Patroni Griffi (1969)
- L'uccello dalle piume di cristallo, regia di Dario Argento (1970)
- Anonimo veneziano, regia di Enrico Maria Salerno (1970)
- L'ultima fuga (The Last Run), regia di Richard Fleischer (1971)
- Grissom Gang (Niente orchidee per Miss Blandish) (The Grissom Gang), regia di Robert Aldrich (1971)
- Il caso Pisciotta, regia di Eriprando Visconti (1972)
- Ancora tu, maledetto sbirro (Toma: Lash of Vengeance), regia di Jeannot Szwarc (1974)
- Uno sbirro dalla faccia d'angelo (Toma: Best of the Sakecrackers), regia di Richard Bennett (1976)
- Goodbye & Amen, regia di Damiano Damiani (1977)
- Squadra antidroga (Toma), regia di Richard T. Heffron (1978)
- Eutanasia di un amore, regia di Enrico Maria Salerno (1978)
- Notturno, regia di Giorgio Bontempi (1983)
- Il Papa del Greenwich Village (The Pope of Greenwich Village), regia di Stuart Rosenberg (1984)
- La gabbia, regia di Giuseppe Patroni Griffi (1985)
- Il pentito, regia di Pasquale Squitieri (1985)
- In fondo al cuore (The Deep End of the Ocean), regia di Ulu Grosbard (1999)
- The Yards, regia di James Gray (2000)
- La vita come viene, regia di Stefano Incerti (2003)
- Promessa d'amore, regia di Ugo Fabrizio Giordani (2004)
- I padroni della notte (We Own the Night), regia di James Gray (2007)

### Televisione
- Toma – serie TV, 24 episodi (1973-1974)
- Sulle strade della California (Police Story) – serie TV, 3 episodi (1974-1976)
- Non c'è posto per nascondersi (Nowhere to Hide), regia di Jack Starrett – film TV (1977)
- Un giustiziere a New York (The Equalizer) – serie TV, 1 episodio (1985)
- Appuntamento a Trieste – miniserie TV, 3 episodi (1987)
- Oz – serie TV, 7 episodi (1997)
- Omicidio a Manhattan (Exiled: A Law & Order Movie), regia di Jean de Segonzac – film TV (1998)
- Il settimo papiro (The Seventh Scroll) – miniserie TV, 3 episodi (1999)
- Pupetta - Il coraggio e la passione – miniserie TV, 4 episodi (2013)

## Doppiatori italiani
Nelle versioni in italiano delle opere in cui ha recitato, Tony Musante è stato doppiato da:
- Sergio Graziani in Anonimo veneziano, Grissom Gang (Niente orchidee per Miss Blandish), Goodbye&Amen, Eutanasia di un amore, Toma
- Sergio Tedesco in New York ore tre: l'ora dei vigliacchi, Inchiesta pericolosa
- Pino Locchi ne Il mercenario, Il pentito
- Luigi Vannucchi in Metti una sera a cena, Il caso Pisciotta
- Paolo Buglioni in Oz, I padroni della notte
- Manlio De Angelis ne L'ultimo omicidio
- Gigi Pirarba ne L'uccello dalle piume di cristallo
- Renzo Stacchi in Notturno
- Paolo Poiret ne Il Papa del Greenwich Village
- Pino Colizzi ne La gabbia
- Wladimiro Grana in The Yards
- Guido Sagliocca in Pupetta - Il coraggio e la passione